# マイク・クレイポー
マイケル・ディーン・クレイポー(Michael Dean Crapo, [ˈkreɪpoʊ] KRAY-poh, 1951年5月20日 - )は、アメリカ合衆国の政治家、弁護士。愛称のマイク・クレイポーとも呼ばれる。
共和党の政治家として連邦上院議員(アイダホ州選出)、連邦下院議員(アイダホ州2区)、第37代アイダホ州上院仮議長などを歴任した。宗教は末日聖徒イエス・キリスト教会であり、アイダホ州で同教徒出身の上院議員が選出されたのはクレイポーが初めてである。

## 経歴
1951年5月20日、クレイポーはアイダホ州ボンネビル郡アイダホフォールズで生まれた。地元のアイダホフォールズ高校を卒業後、1973年にブリガムヤング大学で学士号を、1977年にハーバード大学で法務博士を取得した。1977年に弁護士資格を取得してすぐにアメリカ合衆国第9巡回区控訴裁判所の裁判官ジェイムズ・カーターのもとでロークラークとして働き始めた。翌年事務所を退職し、カリフォルニア州サンディエゴで弁護士活動を開始する。1979年に地元アイダホフォールズに戻り、弁護士活動をするかたわら政治活動にも積極的に参加し、ボンネビル郡共和党委員会副委員長(1979-1992)や州下院29区共和党委員会副委員長(1982-1984)などを歴任した。1984年にはアイダホ州上院議員に選出され、1988年から4年間州上院仮議長としての任にあたった。1992年にアイダホ州第2選挙区から連邦下院議員選挙に出馬し、当選。以後、3選を果たす。
1998年、クレイポーは民主党のビル・モーク、自然法党のジョージ・マンスフィールドを破って、上院議員に当選。2004年には、99.2%の得票率で再選された。2010年にはクレイポーは得票率71％で3選、2016年には得票率66%で4選を果たした。2016年10月、ドナルド・トランプ大統領候補が女性に対して卑猥な発言をしていたことが発覚すると、クレイポーは共和党上院議員でいち早くトランプへの不支持を表明した。しかし、一ヶ月も経たないうちに、再びトランプ支持を表明した。

## 政策・主張

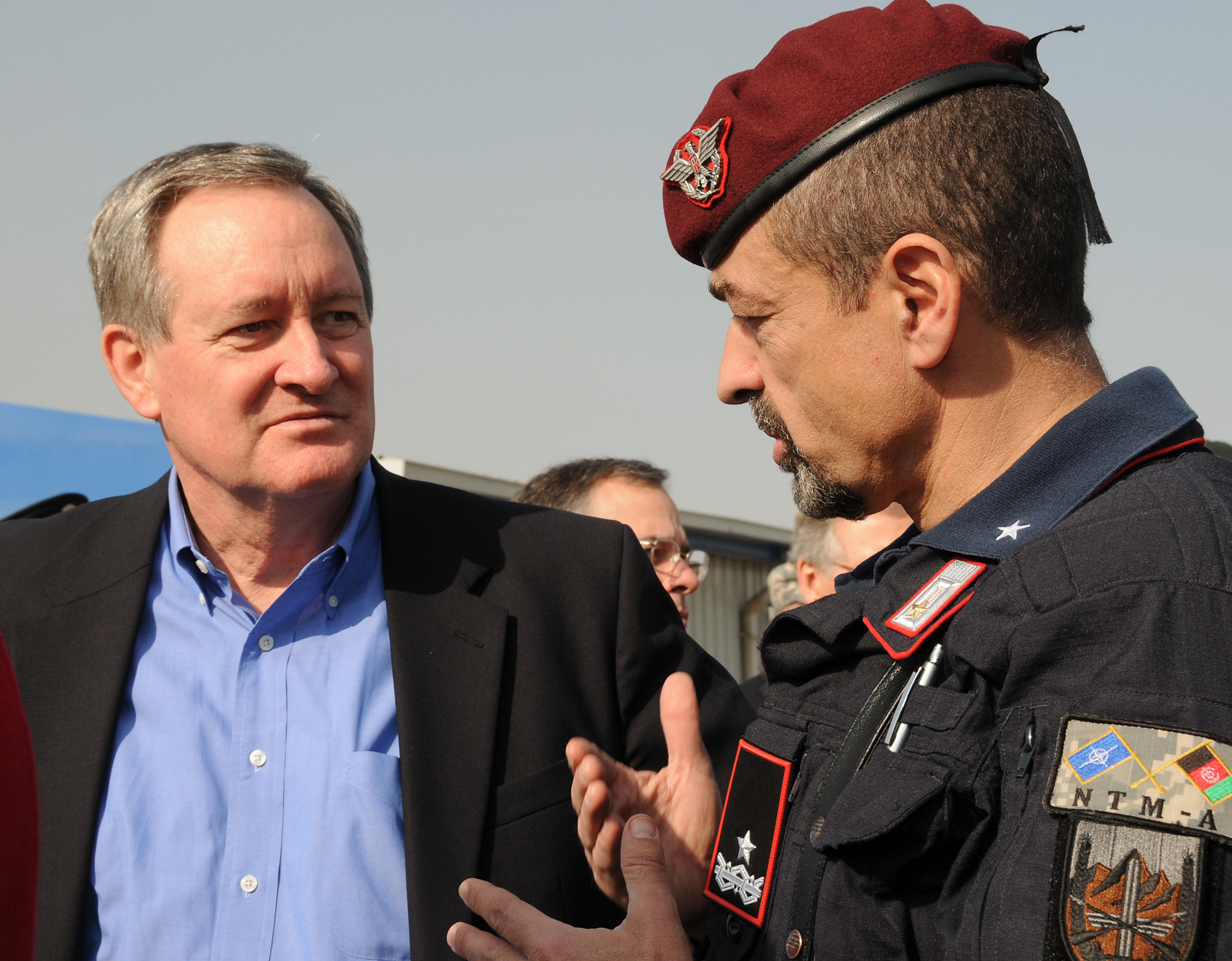
クレイポーとカルメロ・ブルジオ准将(カラビニエリ)(2010年：アフガニスタン)

クレイポーは政治的に保守的だと考えられている。保守系政治団体アメリカ保守連合は生涯保守評価を91.30としている。一方、2019年にリベラル系政治団体民主的行動のための米国人は、リベラリズム・スコアで0の評価を与えている。

### エネルギー
原子力発電推進派として知られる。アイダホ国立研究所（INL）の原子力研究プロジェクトを支援し、原子力エネルギー革新能力法（NEICA)や原子力エネルギー革新・近代化法（NEIMA）などの原子力関連法案に携わった。前者により、INL内に国立原子炉イノベーションセンターが設置されることになった。

### 銃規制
2012年、クレイポーは「銃規制を強化してもアメリカ国内の暴力は抑制されない」と発言。銃規制の強化よりも、メンタルヘルスの向上に取り組むべきだとした。2013年には全米ライフル協会（NRA）から「A+」の評価を受けた。前年12月、サンディフック小学校銃乱射事件を受け、同僚議員12人らとともに、民主党による銃規制の強化に対してフィリバスター(議事妨害)を行うことを誓っている。また、国立公園で銃のオープンキャリー(銃を隠さずに持ち歩く行為)を合法化する法案に賛成した。
2017年1月、クレイポーは銃の消音器へのアクセスを容易にする「ヒアリング・プロテクション法(the Hearing Protection Act)」を提出し、NRAから高い評価を受けた。10月にラスベガス銃乱射事件が発生すると、クレイポーは「連帯(solidarity)」を呼びかけ、「平和に向けて常に警戒を怠らず、悪との戦いに団結できますように」と述べた。その後、事件の影響もあってヒアリング・プロテクション法案は廃案となった。

### 議事堂襲撃事件
2021年1月6日、クレイポーは大統領選挙の選挙人集計結果を承認する上下両院合同会議に参加していたところ、トランプ支持者の暴徒が議会議事堂を襲撃した。この襲撃について、クレイポーは 「犯人を法の及ぶ最大限の範囲内で起訴する」よう呼びかけた。一方で、合衆国憲法修正第25条によってトランプの大統領権限を停止させる案については、事態の悪化を招くとして反対した。2021年5月28日には、襲撃事件に関する独立調査委員会の設置に反対票を投じた。

### その他
- 人口妊娠中絶に反対する立場を取る。1998年、中絶に親権者の同意が必要な州に住んでいる未成年者が州境を超えて中絶することを違法とする法案を支持した[23]。2009年には、国際連合人口基金に拠出した資金を人口抑制政策に用いないように求める法案に賛成票を投じた[24]。
- バラク・オバマ大統領が推し進めた医療保険制度改革に反対している。2009年12月のアフォーダブルケア法[25]、2010年の医療及び教育費負担適正調整法（英語版）のいずれについても反対票を投じた[26]。
- 2017年、ドナルド・トランプ大統領に対してパリ協定からの離脱を求める書簡を同僚上院議員22名らと連名で送った[27]。

## 不祥事
2012年12月23日午前12時45分ごろ(東部標準時)、クレイポーはバージニア州アレクサンドリアの道路を運転中、赤信号を無視して走行した。警察によって行われたアルコール検査で、飲酒運転だったことが発覚し逮捕された。州法での血中アルコール濃度基準が0.08%だったのに対し、クレイポーの血中アルコール濃度は0.11％だったという。逮捕から数時間後、公式の謝罪声明が発表された。クレイポーは末日聖徒イエス・キリスト教徒であり、戒律上飲酒が禁止されていたこともあって、メディアから批判を呼んだ。2013年1月4日の判決で、クレイポーは罰金250ドル、1年間の運転免許停止、アルコールに関する意識教育の受講を命じられた。出廷後、裁判所外で記者会見を開いて、飲酒運転について事実の説明と謝罪を行なった。

## エピソード
- 1989年1月27日、セシル・D・アンドラス州知事とブッチ・オッター副知事が州の外に出ている間、クレイポーが12時間にわたりアイダホ州知事代理を務めたことがあった[34]。
- 1974年6月にスーザン・ダイアン・ヘイストンと結婚し、5人の子供がいる。一家は末日聖徒イエス・キリスト教会の会員である[35]。
- 1999年に前立腺癌と診断され、2000年1月に根治的前立腺摘除術を受け、完治した。2005年、前立腺がんが再発し、放射線治療を受けた。がんなどの病気の早期発見を訴える活動を行っており、連邦政府にメンズヘルス局を設立するよう働きかけている[36]。

## 親族
- 兄 - テリー・クレイポー（英語版） - アイダホ州下院議員(1966-1972)、アイダホ州下院多数党党首(1968-1972)。1982年に死去[37]。
- 遠縁 - ヘンリー・クレイポー（英語版）：第14代ミシガン州知事。5世の祖チャールズ・クレイポーの弟ジェシーの子に当たる。8親等[38]。
- 遠縁 - ウィリアム・クレイポー（英語版）：連邦下院議員(マサチューセッツ州1区)。ヘンリーの子。曽祖父のはとこ、9親等。
- 遠縁 - ウィリアム・C・デュラント：自動車メーカーゼネラルモーターズの創業者。ヘンリーの娘レベッカの子。10親等[39]。